# Starmania/Staffel 1
Die erste Staffel der österreichischen Gesangs-Castingshow Starmania wurde ab Herbst 2002 im Programm des Österreichischen Rundfunks ausgestrahlt. Für die erste Staffel gingen 1.700 Bewerbungen ein. 48 Nachwuchssänger qualifizierten sich für die Sendung. Aus ihnen wurden zwölf für das Finale ausgewählt. Michael Tschuggnall gewann vor Christina Stürmer und Boris Uran.

## Platzierungen
1. Michael Tschuggnall (nach freiwilligem Abgang von Martin Perkmann ins Finale nachgerückt)
2. Christina Stürmer
3. Boris Uran
4. Anita Ritzl („Niddl“)
5. Livia Hubmann
6. Beate Baumgartner
7. Andreas Schneider
8. Lukas Permanschlager
9. Vera Böhnisch
10. Thomas Putz
11. Elisa Zsivkovits
12. Markus Kuen

## Single-Veröffentlichungen
mit allen Kandidaten der ersten Staffel:
- Stars in your Eyes
- Tomorrow's Heroes (geschrieben von Petra Bonmassar/Martin Frainer/Ina Wolf), Veröffentlichung Februar 2003. Der Song hat einen Rekord aufgestellt, weil es die erste österreichische Single war, die bereits vor der eigentlichen Veröffentlichung Gold-Status in Österreich erreicht hatte. Sie erreichte in Österreich Platin.